# 親日反民族行為者財産調査委員会
親日反民族行為者財産調査委員会（しんにちはんみんぞくこういざいさんちょうさいいんかい、Investigative Commission on Pro-Japanese Collaborators' Property）は「親日反民族行為者財産の国家帰属に関する特別法」（以下、特別法と呼ぶ）により、2006年7月13日に設置された大韓民国大統領所属の国家機関。日本帝国主義の植民統治に協力し、朝鮮民族を弾圧した反民族行為者が、その当時親日反民族行為で得た財産を調査、選定して国家に帰属するかの是非を決定するもので、2010年7月12日まで存続した。

## 業務
特別法第5条及び特別法施行令第3条で以下のように定められている。
1. 親日反民族行為者の調査及び選定
2. 親日反民族行為者の財産調査及び親日財産[1]の是非の決定
3. 日本人名義として残っている土地に対する調査及び整理
4. 親日財産の国家帰属が不可能な場合、その措置に関する事項
5. 調査結果報告書など調査資料の保存及び閲覧・謄写に関する事項
6. 意義申請の受付及び処理に関する事項
7. 実地調査の手続き及び方法に関する事項

親日反民族行為者の調査及び選定に関しては親日反民族行為真相糾明委員会の調査結果が援用できる。

## 沿革
- 2005年12月29日 - 特別法公布・施行。
- 2006年7月13日 - 委員9人が任命され、親日反民族行為者財産調査委員会が発足。
- 2007年5月2日 - 第1次親日財産国家帰属決定。
- 2007年8月13日 - 第2次親日財産国家帰属決定。
- 2007年11月22日 - 第3次親日財産国家帰属決定。
- 2008年2月28日 - 第4次親日財産国家帰属決定。
- 2010年7月12日 - 設置期限の4年を迎え、調査活動を終了。

## 組織
委員会は、委員長（長官級）1人・常任委員（次官級）2人を含めた9人の委員（任期4年）で構成される。委員は国会の同意を得て大統領が任命する。委員長は委員の中から大統領が任命する（以上、特別法第6条）。

### 事務処
- 処長（常任委員の1人がなる）
  - 法務担当官（処長の補佐）
  - 企画団
    - 運営支援課
    - 企画総括課
    - 記録管理課

  - 調査団
    - 調査研究官（団長の補佐）
    - 調査総括課
    - 調査1～3課

## 期限
活動期限は委員会が設置されてから4年と定められ、1回に限り2年の延長が認められていた（以上、特別法第9条）が、結局は延長されることなく発足から4年後の2010年7月12日に調査活動を終了した。事務処の活動期間は委員会活動終了後3ヶ月までである。

## 歴代委員長
- 初代  金昌国（김창국）2006年7月13日 - 2010年7月12日（活動終了）

## 住所
ソウル特別市中区忠武路極東ビルディング6階（郵便番号100-705）